# Gymnorhinus cyanocephalus
La chara piñonera o urraca piñonera (Gymnorhinus cyanocephalus)  es una especie de ave paseriforme de la familia Corvidae propia del oeste de Norteamérica. Es el único miembro del género  Gymnorhinus. Sus proporciones corporales en general son muy similares a las del cascanueces americano debido a la evolución convergente, ya que ambas aves ocupan nichos ecológicos similares. La chara piñonera es de color gris azulado, con la cabeza de un color azulado más intenso y su garganta más clara con tonos blanquecinas, sus patas y pico son negros.
La especie se encuentra en América del Norte, desde Oregón hasta el norte de Baja California y por el este hasta el oeste de Oklahoma, aunque también suele aventurarse más allá de dichas zonas cuando no es la temporada de reproducción. Vive en al pie de los montes en sitios con bosques de pinos piñoneros de las especies Pinus edulis y Pinus monophylla.
Es una especie muy social, con frecuencia forma bandadas muy grades, 250 individuos en las que varios individuos actúan como centinelas para la bandada, vigilando que no haya depredadores mientras sus compañeros se alimentan. Los piñones son su principal alimento pro complementan su dieta con frutos, también comen insectos de muchos tipos, y a veces los cazan al vuelo.
Anidan colonialmente, pero nunca sitúan más de un nido en el mismo árbol. A veces las colonias abarcan zonas extensas con un nido en cada árbol (generalmente enebros, encinas o pinos). Generalmente ponen entre 3–4 huevos, al principio de la primavera. La incubación dura normalmente 16 días. El macho generalmente lleva comida cerca del nido y la hembra vuela a recibirla y con ella alimenta a los polluelos. Los polluelos tardan tres semanas en desarrollarse. Los pollos normalmente son alimentados solo por sus padres, pero cuando están casi emplumados a veces pueden recibir alimento de cualquier miembro de la colonia que pase, y también son alimentados por los adultos por algún tiempo después de dejar el nido.
La chara piñonera fue descrita como especie a partir de un espécimen recolectado en el río María, en el norte de Montana, durante una expecición al interior de Norteamérica de Maximilian zu Wied-Neuwied en 1833.